# Mundo sensible
La noción de mundo sensible es un concepto filosófico para referirse al conjunto de fenómenos físicos perceptibles y sensibles. La noción básica se remonta a Platón, para algunos autores puede ser sinónimo de la moderna noción de mundo físico.

## En Platón
Platón distingue dos mundos o conjuntos de fenómenos, siempre poniendo como ejemplo el mito de la caverna: el mundo sensible y el mundo inteligible. El mundo sensible es el mundo al que tenemos acceso a través de los sentidos (vista, tacto, oído). En él hay dos tipos de entidades: las sombras e imágenes de los objetos, y los objetos físicos.
Los objetos físicos (materia) son cambiantes, por lo que cualquier conocimiento sobre ellos es únicamente  limitado, relativo y temporal. 
De acuerdo al pasaje de la línea, este mundo se corresponde con el no-ser y la ignorancia. Las imágenes de los objetos materiales dan lugar a una representación confusa, mientras que los objetos materiales dan lugar a una representación todavía imprecisa. Ambas formas pertenecen a la opinión (doxa) y no constituyen un conocimiento verdadero (verdad profunda).

## Cosmología moderna
El universo observable es la parte del universo que es accesible directamente a nuestra observación en la actualidad, es la región cuya luz y ondas gravitatorias ha podido alcanzarnos por haber sido emitida en los últimos 13 800 millones de años, que es la edad del universo. Debido a la propia expansión métrica del espacio esta región actualmente es mucho mayor que una esfera de 13 800 millones de años luz, y se ha calculado que actualmente es una esfera de unos 46 500 millones de años luz (es decir, su estiramiento supone un factor más que triple de su tamaño al inicio del universo). A medida que el universo envejece nos va llegando luz de regiones un poco más allá del horizonte de sucesos anterior; sin embargo, debido a la expansión acelerada del universo, llegará un momento que la luz de ciertas estrellas posiblemente situadas más allá del actual horizonte de sucesos no nos alcance nunca debida a que el espacio acabará expandiéndose a un ritmo superlumínico.